# Videojuego de simulación de dios
Los videojuegos de simulación de dios o godgame son un subgénero de los videojuegos de construcción y gestión que ponen al jugador en el rol de una entidad con poderes divinos o sobrenaturales con la posibilidad de controlar el juego a gran escala, como un gran líder o sin un personaje determinado (como en Los Sims o Spore).
Muchos juegos de simulación de dios no poseen condiciones de victoria, pero en cambio retan al jugador a alcanzar y mantener un determinado nivel de éxito. Dada la ausencia de metas u objetivos, el jugador a veces experimenta una gran sensación de libertad en estos juegos más que en otros géneros.
El género ha atraído el interés de algunos de los más conocidos diseñadores de juegos del mundo, incluyendo Sid Meier, Brian Reynolds, Bruce Shelley, Don Daglow, Peter Molyneux y Will Wright. A menudo esta categoría proveyó el juego que lanzó la carrera del diseñador.

## Características
Los juegos de simulación de dios se caracterizan por tener una jugabilidad en la cual el jugador hace intervenciones opcionales en el mundo del juego, por ejemplo en la forma de milagros o calamidades, en vez de ser necesarias para su continuo progreso. A diferencia de los juegos de estrategia normales, el jugador no controla directamente los habitantes del mundo, sino que debe afectar el mismo e influenciar sus sujetos sin controlarlos directamente. Existe un mínimo de jugabilidad al estilo "clickear-seleccionar-ordenar". Con algunas excepciones, los juegos de simulación de dios tienden a ser en grandes escalas, donde el jugador controla y afecta reinos, continentes o mundos enteros, los cuales son vistos desde una perspectiva elevada.
En Black & White, conocido por su innovativa y experimental interfaz de usuario, el jugador interactúa con el mundo a través de la "Mano de Dios", la cual puede mover o formar el mundo, o inclusive agarrar aldeanos (generalmente una experiencia aterradora para ellos). Mediante la realización de milagros físicos, el jugador gana culto por parte de sus adeptos en etapas tempranas del juego. El maná, ganado por el culto rendido, puede ser usado para realizar milagros haciendo gestos de signos arcanos. Por otra parte, Los Sims tiene una interfaz más convencional donde el jugador dirige los deseos de sus sims a través de íconos HUD. En Populous, los personajes son dirigidos ubicando "imanes papales", los cuales los atraen, así como también ofreciendo la posibilidad de realizar revelaciones a los sujetos seleccionados, convirtiéndolos en profetas e instrumentos de la voluntad del jugador.
En los juegos de simulación de dios, el mundo del juego es a menudo relativamente autónomo y persistente. Ha habido afirmaciones de que cualquier "juego" sin condiciones de victoria y derrota no debería considerarse un juego por definición. Posiblemente el más famoso de estos fue hecho por Will Wright, quien prefiere llamar a sus creaciones software toys (juguetes software) en vez de juegos. Ejemplos de tales juegos son Little Computer People, Los Sims y Spore.

## Historia
El primer juego de simulación de dios del tipo descrito arriba (gran escala, perspectiva elevada) en una consola fue Utopía creado por Don Daglow en Intellivision (1982), mientras que el primer juego en una PC fue Populous creado por Peter Molyneux de Bullfrog Productions (1989). Ambos juegos han sido colocados en el "Video Game Hall of Fame" de GameSpy. La primera vez que se usó el término fue en la novela The Magus, para referirse a tomar parte en una simulación a gran escala.

## Géneros relacionados
Géneros hermanos a y a veces confundidos mutuamente con los juegos de simulación de dios incluyen juegos de construcción de ciudades, como SimCity, y juegos de simulación económica, como Railroad Tycoon y otros juegos del tipo Tycoon. La principal diferencia es que en tales juegos el jugador normalmente no tienes habilidades sobrenaturales para influenciar el mundo o sus habitantes. Los juegos de construcción de imperios como la saga Civilization pueden ser considerados similares a los juegos de simulación de dios en que ellos se controla y declara el desarrollo de una nación o especies durante el curso de algunos milenios.

## Ámbito
Los juegos de simulación de dios vienen en una gran variedad, desde simuladores abstractos o matemáticos a juegos creativos o convencionales. En la mayoría de los juegos de simulación de dios, el juego es observado desde una perspectiva elevada (Little Computer People con vista lateral es una excepción). Muchos juegos populares de este género, como Populous y Black & White son juegos de dominación territorial mientras que otros, como SimEarth, no lo son. En algunos juegos destacables, como Little Computer People y Los Sims el jugador controla solo uno o muy pocos individuos, guiando sus vidas, mientras que en algunos juegos de simulación de dios el jugador hace de una entidad divina que controla continentes o mundos enteros. En Black & White, el jugador guía a una nación de hasta miles.
Juegos de simulación de dios a nivel de ciudades, naciones y mundos, donde los jugadores manipulan de decenas a miles de seguidores, incluyen:
- Santa Paravia en Fiumaccio por George Blank, aparecido por primera vez en la revista SoftSide de diciembre de 1978 para la Radio Shack TRS-80.
- Utopía por Don Daglow, distribuido por Mattel para Intellivision (1982).
- Populous por Peter Molyneux en Bullfrog para la Commodore Amiga y la Atari ST (luego para otros sistemas) (1989).
- Powermonger por Bullfrog, desarrollado con el engine de Populous (1990).
- ActRaiser por Tomoyashi Miyazaki, publicado por Enix para SNES (1990).
- SimEarth por Will Wright, distribuido por Maxis para muchos sistemas (1990).
- SimAnt, donde el jugador controla una colonia de hormigas en un patio suburbano (1991).
- SimLife, donde el jugador controla la evolución de criaturas (1992).
- Black & White y Black & White 2 por Peter Molyneux, Ron Millar y otros en Lionhead Studios y distribuido por Electronic Arts (2001).
- Evolution: The Game of Intelligent Life por Crossover Technologies, un simulador de especies en evolución.
- Viva Piñata por Rare, un simulador donde los jugadores gestionan un jardín para atraer y emparejar animales piñatas (2006).
- From Dust  por Ubisoft (2011)

Juegos de simulación de dios a nivel individual, donde el jugador manipula de una a varias criaturas, incluyen:
- Little Computer People por David Crane, distribuido por Activision para Apple II y Commodore 64 (1985).
- Alter Ego por Peter J. Favaro, distribuido por Activision para Apple II, PC y Commodore 64 (1986).
- Dungeon Keeper (1997) y Dungeon Keeper 2 (1999).
- La saga Doshin the Giant (1999).
- La saga Los Sims, un juego de gestión de familias con énfasis en las interacciones sociales.
- Majesty: The Fantasy Kingdom Sim (2000).

- Spore, por Will Wright, presenta elementos de ambas variaciones de juego.
- universim: juego de controlar una civilazacion